# Bistanclaque (onomatopée)
Pour les articles homonymes, voir Bistanclaque.

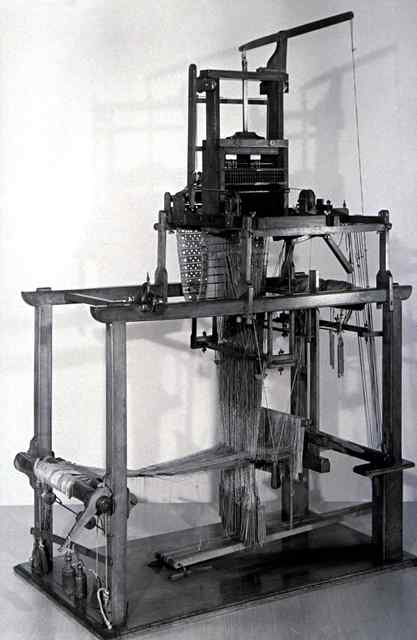
Un métier à tisser de Joseph-Marie Jacquard.

Le Bistanclaque ou Bistanclaque-pan est une onomatopée du parler lyonnais.
Il désigne le métier à tisser (souvent un métier Jacquard) des ouvriers Canuts (quartier de la Croix-Rousse), et d'une façon générale le bruit produit par tout métier à tisser, d'après le bruit qu'il produit en fonctionnant :
- bis : on appuie du pied sur la pédale. Cela relève une moitié des fils de chaîne ;
- tan : le battant se repousse ;
- claque : la navette (ou la canette) passe et bute en fin de course ;
- pan : le battant frappe la dernière trame.

Bruit qui retentit normalement du matin au soir dans un quartier de ville de tisserands comme à Amiens.